# マダイ
マダイ（真鯛、英語: Red seabream、Pagrus major）は、スズキ目スズキ亜目タイ科に分類される海水魚。日本では重要な食用魚で、「鯛」といえば狭義には真鯛（マダイ）を指し、「魚の王様」「百魚の王」と呼ばれる。
属名は、ギリシャ語でタイを意味する Πάγρος（パグロス）のラテン語形 Pagrus。種小名は、ラテン語で大きいを意味する major（マヨル）に由来する。Pagrus major（パグルス・マヨル）全体として、「大きな、タイ」という意味を成している。

## 別名・地方名・季節名
日本ではタイ、オオダイ、ホンダイ、タイノユウ（各地）、チャリコ、カスゴ（近畿地方・幼魚）、マコ、オオトクダイ（東京）、シバダイ、ヒシコ（長崎県）、マジャー（有明海沿岸）、マコダイ（鹿児島県）など、地域や魚体の大きさに応じた様々な呼称がある。漁業関係者の間では、チダイやキダイなどよく似た近縁種との区別もわりと明確で、別物として扱う。
時期や食味に対応した呼称として、「桜鯛」（春の産卵期で脂が乗ったもの。本来は、寒鯛の“身が桜色”になったものを言う）や「紅葉鯛」（秋）、「魚島のたい」（産卵期）、「麦わらだい」（産卵後の味が落ちた状態を表す）がある。なお、サクラダイを標準和名とする魚もいるので注意を要する。

## 特徴
全長120センチメートル（cm）に達する比較的大型の魚。釣りの対象としては大型の個体が好まれるが、食用として多く流通するのは30 - 70 cm程度である。体は側扁した楕円形で、顎が前方にわずかに突き出る。胸鰭は細長く、全長の半分近くに達する。背鰭は前に棘条12・後に軟条10、尻鰭も同様に棘条3・軟条8からなる。尾鰭は大きく二叉する。口の中には上顎に2対、下顎に3対の鋭い犬歯があり、その奥に2列の臼歯がある。
体色は紫褐色を帯びた光沢のある淡紅色で、青い小斑点が散在する。若魚では体側に5本の不明瞭な横縞が出るが、成魚ではこの横縞がなくなる。また、尾鰭の後縁が黒い点でチダイやキダイと区別できる。
北海道南部から九州にかけての日本海、太平洋、朝鮮半島、中国、東南アジアの一部にかけての東シナ海、南シナ海に分布する。漁獲量は東シナ海、瀬戸内海、日本海の順に多く、太平洋側では南ほど多い。
成魚は水深30 - 200 mの岩礁や砂礫底の底付近に生息し、群れを作らず単独で行動する。肉食性で、小魚、甲殻類、頭足類、貝類など小動物を幅広く捕食する。頑丈な顎と歯で、エビやカニの硬い殻も噛み砕いて食べてしまう。
鳴門骨（なるとぼね）と呼ばれる瘤状の骨が、マダイの脊椎の一部に形成されることがある。特に鳴門海峡のような潮流の激しい海域で育った個体に多く見られるとされるが、他海域でも確認されている。この骨は第16〜18椎体の血管棘が過形成したもので、潮流に逆らって泳ぐ際の物理的負荷が一因とされている。江戸時代の文献『本朝食鑑』（1697年）にも鳴門骨とみられる記述があり、「鯛の九つ道具」の一つとして観賞用や縁起物として扱われていたとされる。

### 生活史
マダイの産卵期は2 - 8月で、温暖な地域ほど早い。成魚はこの時期になると沖合いの深みから浅い沿岸域に移動する。
卵は直径0.8 - 1.2ミリメートル（mm）の分離浮性卵で、海中を漂いながら発生する。産卵数は体重1.1キログラム（kg）のメスで30万 - 40万、体重4 kgのメスで100万、体重6.2 kgのメスで700万というデータがある。ただしマダイは卵や稚魚を保護しないため、卵や稚魚のほとんどが他の動物に捕食されてしまう。
稚魚は浅い海の砂礫底、岩場、藻場などで生活し、小動物を捕食しながら成長する。生後1年で全長約15 cmに成長し、2 - 3年で浅場を離れて深みに移る。寿命は20 - 40年程度とみられる。

## 利用

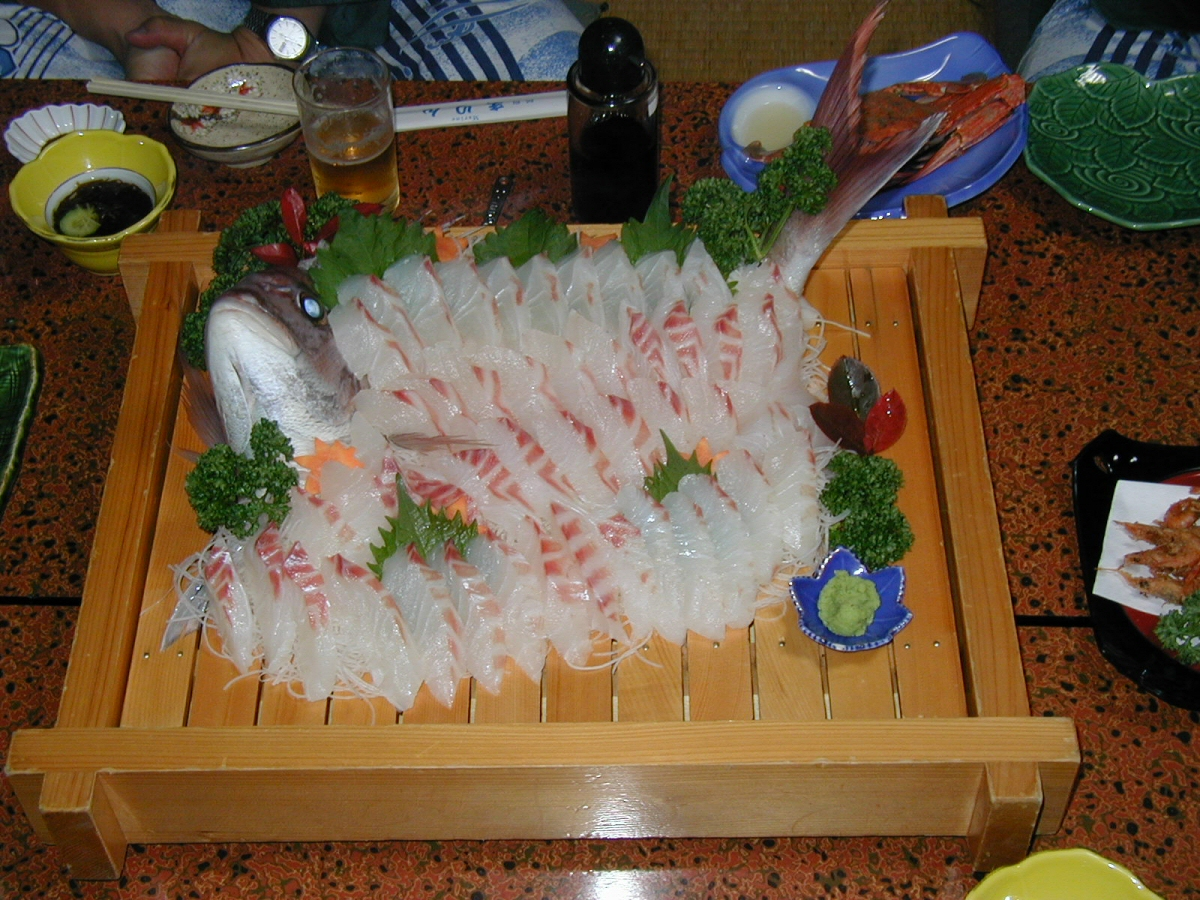
タイの姿造り（日間賀島の民宿にて）

身は歯ごたえのある白身で、淡泊ながらうま味が強い。他の魚に比べて臭みや脂肪などの癖も強くない。また、鮮度の劣化が遅いのも特徴である。刺身、カルパッチョ、焼き魚、吸い物、煮付け、鍋料理、鯛めし、天ぷらなど多種多様な料理に用いられる。鯛麺のような郷土料理もある。
日本では古くからマダイは鮮やかな赤い体色と「メデタイ」との語呂合わせから、めでたい魚と考えられ、慶祝事やハレの日、神道の祭において使われる高級食材とされてきた。伊勢神宮へ捧げられる神饌の一つであるほか、関西では焼いた鯛を正月三が日はにらむ（見る）だけにして、1月4日以降に食べる「にらみ鯛」という風習がある。小さめの鯛を2尾向かい合わせにして藁縄で結んだ縣鯛（かけだい）を祭事に使う習慣も西日本などにあり、西宮神社では御掛鯛として奉納されている。庖丁式で扱われる食材の一つでもある。   
需要が多いため、養殖や放流も行われる。また、マダイにあやかってタイ科魚類は勿論、マダイと似た扁平な体型や赤い体色であればタイ科以外の魚でも、総称して「鯛」と呼ばれたり、○○鯛という名が付けられたりすることも多い（「鯛」の項目参照）。
日本以外の地域では必ずしも高級魚ではない。韓国では「チャムドム」（참돔）と呼ばれ、日本ほど一般的ではないが食用にする地域もある。台湾では「正鯛」「加臘」と呼ばれ、日本のように高級魚扱いはされないが、刺身や中華風の料理で食べられている。オーストラリアでは、大型のモノが簡単に釣れることや、淡白な味がオーストラリア人の好みに合わない理由から評価が低く、日本ほど一般的な食用魚として流通はしていない。日本からの養殖マダイ輸出は、ほとんどが韓国向けである。

### ゴウシュウマダイ
オーストラリア海域で漁獲されるマダイは、ゴウシュウマダイ Australasian snapper (Pagrus auratus) という、北太平洋のマダイ (Pagrus major) とは別の学名が与えられている。しかしこの2種は、外観や味では判別が付かない遺伝子レベルの差異にすぎない。さらには両者が遺伝的に非常に近いことから、マダイとゴウシュウマダイは別の学名の種でなく、同種の別亜種の関係にあるとする学説もある。日本では、ゴウシュウマダイを北半球のマダイとして販売する可能性が懸念されている。これはマダイとゴウシュウマダイの種の違いによる味の違いの問題というよりも、ゴウシュウマダイが日本近海産のマダイより原価が安いことを悪用した原産地偽装の問題である。

### 養殖マダイ

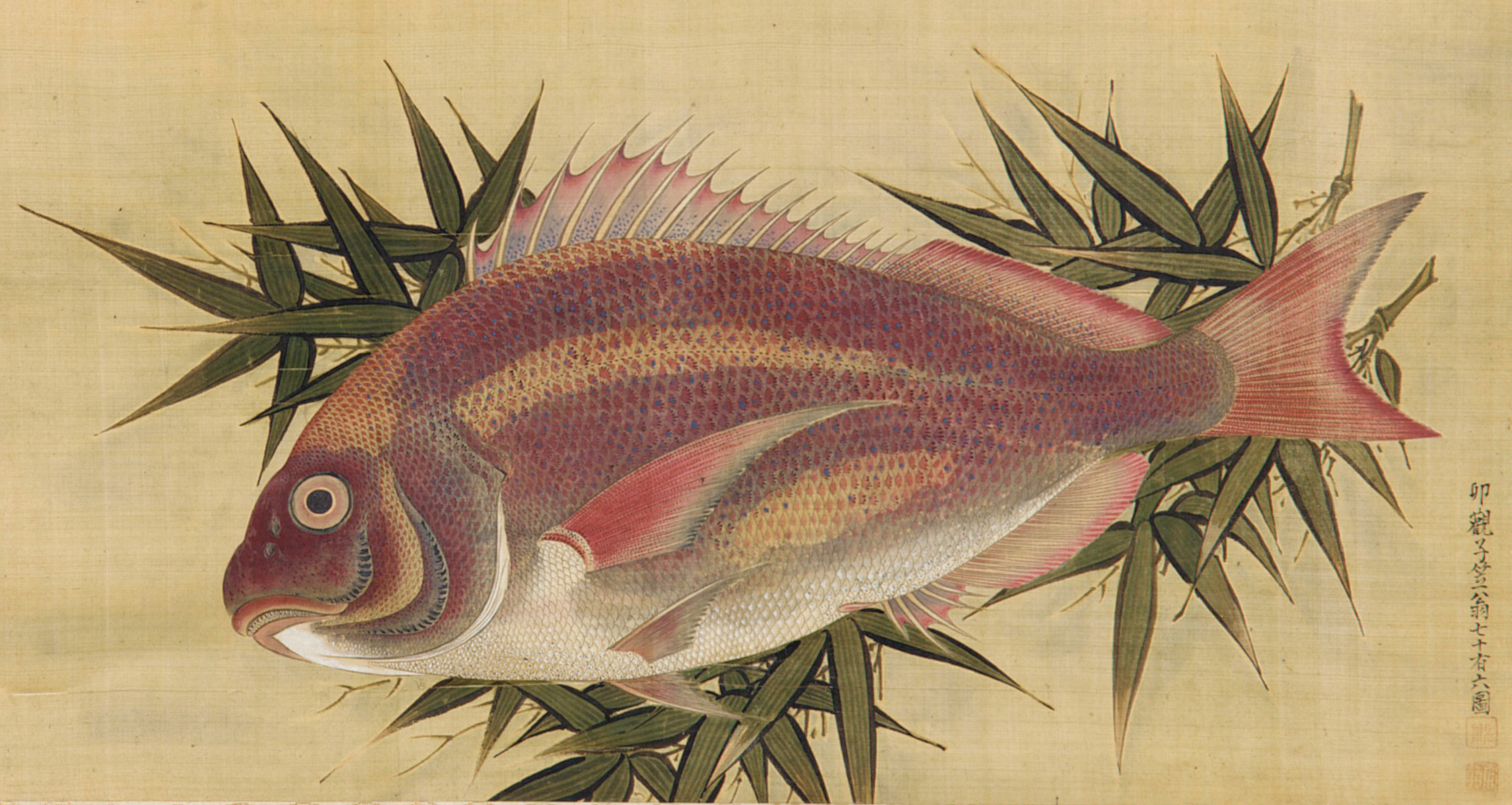
小川破笠が描いたマダイ

主に温暖な西日本の、波静かなリアス式海岸となった地域において、マダイの養殖が盛んに行われる。宇和海に面した愛媛県宇和島市とその周辺で盛んに営まれ、全国シェアの50%程度を占めている。他の産地は熊本県、三重県、長崎県、高知県、和歌山県などである。
| 順位 | 都道府県 | トン (t) |
| ---- | -------- | -------- |
|      | 全国     | 63,500   |
| 1    | 愛媛県   | 34,200   |
| 2    | 熊本県   | 10,400   |
| 3    | 三重県   | 5,500    |
| 4    | 高知県   | 4,900    |
| 5    | 長崎県   | 2,700    |
| 6    | 和歌山県 | 1,600    |

陽光の差し込む水深では日焼けして体表のメラニンが活性化することで、体色が濃い褐色となる。これで商品価値が下がるため、マダイの養殖生け簀の上には通常黒いネットを張って日焼けを防ぐが、根本的な解決には至っておらず、現在様々な専門機関でマダイの色揚げに関する研究が行われている。また、養殖物は狭い空間で充分な餌を与えられるため、天然ものより身の脂肪分が多い。1.5-2kg程度のものが味が良いとされるが、300gほどのものも「小だい」として出荷される。養殖技術の進歩と共に養殖物が大量に出回るようになって浜価は下がり、スーパーマーケット等にも短冊が日常的に並ぶようになった。このため手に入れにくいような「高級魚」ではなくなりつつある。
飼料は、マダイを1キログラム（㎏）太らせるのにカタクチイワシなら4キログラム必要だが、大豆や白ゴマなど植物性素材を使った飼料、陸上養殖できるゲノム編集マダイも開発されている。

### 天然マダイ
一方、天然物のマダイは養殖物にない鮮やかな体色と癖の少ない食味で重宝され、高値で取引きされる。一本釣り、延縄、定置網などで年間1万3000-1万6000トンほどが漁獲されている。
| 順位 | 都道府県 | トン (t) |
| ---- | -------- | -------- |
|      | 全国     | 15,000   |
| 1    | 長崎県   | 2,000    |
| 2    | 福岡県   | 1,800    |
| 3    | 愛媛県   | 1,200    |
| 4    | 兵庫県   | 900      |
| 5    | 山口県   | 800      |
| 6    | 熊本県   | 700      |

天然物は海釣りの対象としても人気が高い。産卵期に浅場へやってくる春や、冬に備え深場に移る秋が釣りのシーズンとされる。逆に産卵直後の晩春から初夏にかけては脂肪分が抜けて味が落ちるとされる。
釣り餌は、かつてはシバエビやアカエビ属など、クルマエビ科のエビを活き餌として使っていた。釣りとしては難しい部類だったが、オキアミ類を撒き餌や釣り餌に使うようになって難易度が下がったという。また、ルアー（タイラバ）でも釣れる。また、近年では一つテンヤ釣法などの普及により、難易度が更に下がっている。

### 日本における食用史
骨が大きく丈夫で判別しやすいこともあり、縄文・弥生時代の貝塚からはしばしばマダイの骨や歯が見付かる。食用にしたあとに捨てられたものである。
『古事記』『日本書紀』にもマダイと思われる魚に関する記述がある。『日本書紀』によれば、倭姫命が篠島の鯛を気に入ったことが、伊勢神宮へ捧げられる現代のおんべ鯛奉納祭につながる起源となった。日本最古の和歌集『万葉集』には、「醬酢に蒜搗（つ）き合（あ）へて鯛願ふ我（われ）にな見えそ水葱の羹（あつもの）」という、長忌寸意吉麻呂が詠んだ和歌（巻十六3829）がある。
飛鳥時代、7世紀の藤原京跡からは、「多比」「田比」（たひ）と記された46点の木簡が出土した。腊・荒腊（丸干し）、楚割（魚肉を細く切ってから干したもの）、鮨・鮓（寿司、発酵させたなれずし）にして都に送られていた。
平安時代の法令集『延喜式』には、朝廷に献上されるマダイは和泉国、伊勢国、三河国で水揚げされたものに限るといった記述があり、献上されたマダイは宗廊の祭に使われるとある。その後の武家政権時代以降から現代に至るまで、マダイは立派な見かけや赤い体色が盛り付けで見栄えすることから珍重された。
江戸時代後期の1785年（天明5年）に刊行された『鯛百珍秘密料理箱』には、鯛を使った料理が約百種類紹介されている。

## ことわざ・慣用句
いずれも、食材としての鯛が豪奢であることが由来している。
- 海老で鯛を釣る：マダイの釣り餌に小さなエビを用いることから転じ、小さな元手で大きな利益を得ることを例えたもの。
- 腐っても鯛：たとえ腐ったとしても、高級魚であるその価値が損なわれないことから転じ、本来すぐれた価値を持つものは、おちぶれてもそれなりの値打ちがあることを例えたもの。
- 鯛の尾より鰯の頭：マダイが高級食材であることから転じて、大きい団体で低い地位に甘んじているよりも、小さい団体でもその長となる方が良いことを例えたもの。